# Mocha Dick

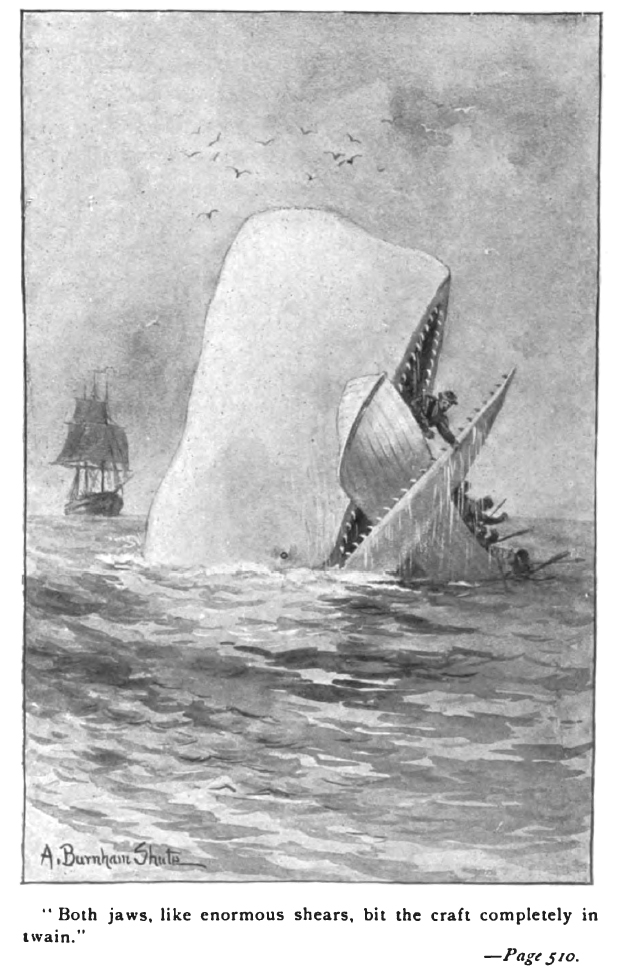
Útok Moby-Dicka na člun na ilustraci z roku 1892. Za pozornost stojí nepřesné zobrazení vorvaních čelistí, které mají ve skutečnosti zuby jen v dolní čelisti

Mocha Dick byl legendární samec vorvaně obrovského, který v první polovině 19. století „terorizoval“ velrybáře i civilní lodě v Pacifiku a jižním Atlantiku a stal se předlohou pro Moby Dicka, Bílou velrybu z románu Hermana Melvilla.

## Život

### Vzezření
Vorvaň byl netradičně zbarven – jednalo se o částečného albína, měl bíle zbarvenou hlavu a část hřbetu. Byl to obrovský samec, jehož délka dosahovala 25,7 metru a jen samotná spodní čelist měla přes 6 metrů. Tyto údaje se z dnešního pohledu jeví nadsazené, neboť ve 20. a začátkem 21. století dorůstali vorvani maximálně okolo 20 metrů. To je však dáno tím, že současná populace je tak „prolovená“, že vorvani nedokážou dorůst do svých maximálních rozměrů. Z 19. století existuje bezpočet hodnověrných zpráv o vorvaních, jejichž velikost výrazně přesahovala současných maximálních 20 metrů (absolutní maximum mezi vorvani je 28 metrů).

### Vznik legendy
Nejstarší psaný pramen, který Mocha Dicka zmiňuje, je článek Jeremiaha N. Reynoldse publikovaný r. 1839 v newyorském časopise Knickerbocker. Reynolds v něm převyprávěl svědectví velrybářů o střetech s Mocha Dickem od prvního setkání s ním před rokem 1810 u ostrova Mocha, který leží asi 25 km západně od pobřeží Chile (38°22′15″jižní šířky 73°54′51″západní délky). Podle tohoto ostrova byl i později pojmenován. Reynolds ale líčí i zabití Mocha Dicka v r. 1838, což je v rozporu s některými pozdějšími zprávami o soubojích s ním. Tyto vzájemně se vylučující zprávy, zejména neshody v dataci ulovení Mocha Dicka, vzbuzují podezření, že Mocha Dickovi byla připisována i utkání s jinými vorvani nebo že část zpráv byla smyšlená.  
Mocha Dicka se velrybáři několikrát pokusili ulovit, přičemž ho jen poranili, a tím v něm vypěstovali agresivní chování vůči lodím a člunům. Kromě barvy se jeho poznávacím znamením stala přes dva metry dlouhá jizva na přední části hlavy, kterou si zřejmě udělal při nárazu do některé z lodí. S postupujícími léty a s rostoucím počtem neúspěšných pokusů vorvaně ulovit rostla i sláva tohoto zvířete. Navíc se mu podařilo potopit i množství člunů a menších lodí a zabít několik námořníků. Podle jednoho ze svědectví například v květnu 1841 zničil dva harpunářské čluny vyslané proti němu z lodi John Day poblíž Falkland. Třetí vyslaný člun pronásledování vzdal.

### Nejslavnější bitva
Nejslavnější „bitva“ mezi Mocha Dickem a velrybáři, líčená v českém jazyce primárně L. Součkem a V. Mazákem, se údajně odehrála roku 1842 ve vodách Japonského moře. (Zmíněný Součkův článek byl později publikován i knižně.) Mocha Dick zde napadl nákladní loď, jíž nárazem zdemoloval příď. Náhodou se na scénu dostaly tři velrybářské lodě – americká Yankee, anglická Dudley a skotská Crieff. Námořníci vycítili šanci se proslavit a hned vyslali několik člunů obřího vorvaně ulovit. Jednomu z nich se ho podařilo harpunovat, ale to samce jen rozlítilo. Mocha Dick následně potopil tři čluny, dodělal poškozenou nákladní loď a poškodil loď Crieff. Šlo o nejslavnější „vítězství“ velryby nad svými lovci.
Oba čeští autoři ale vycházejí ze zdroje, který patrně líčí fiktivní události. Barvité vyprávění o Mocha Dickovi a lodích Crieff, Dudley a Yankee bylo publikováno v r. 1892 v anonymním článku zveřejněném v novinách Detroit Free Press. Tento článek byl r. 1926 přetištěn jako appendix v klasickém životopise Melvilla od Johna Freemana (reedice z r. 1974 je dostupná on-line), z něhož čerpala celá řada dalších autorů. Po podrobném prostudování záznamů o velrybářských lodích se ale ukázalo, že ve 40. letech 19. století žádné lodě pod jmény Crieff, Dudley nebo Yankee neoperovaly. I další lodě zmíněné v původním článku (Desmond, John Day) jsou smyšlené. Tento závěr podporuje i zpráva velrybářských stránek British Southern Whale Fishery z r. 2019 zabývající se statistikou velrybářství v 19. stol. Navíc v dobovém tisku (London Times, 1842) není o podobné události ani zmínka, ačkoli u tak dramatického střetu týkajícího se také britských lodí by bylo možné alespoň stručnou zprávu očekávat.

### Smrt
Jelikož se o ulovení této legendy snažilo velké množství velrybářů, bylo jen otázkou času, kdy i tento velikán podlehne. Prameny z 19. století udávají několik ulovených Mocha Dicků. J. N. Reynolds tvrdí, že se tak stalo už roku 1838 (což by vylučovalo, že onu nejslavnější bitvu svedl právě Mocha Dick). Další možností je, že ho harpunoval wampanoažský indián a velrybář Amos Peter Smalley až roku 1902. Nejpravděpodobnější variantou je, že ho ulovila švédská velrybářská loď u pobřeží Brazílie roku 1859. Podle dobové zprávy šlo o bělavě zabarveného starého vorvaního samce plného jizev, zaseklých harpun a s jedním okem slepým. Rovněž vyloučit se nedá možnost, že takových obřích světle zbarvených vorvaňů existovalo v 19. století několik. A Mocha Dick mohl být průmětem všech jejich činů a charakteristik.

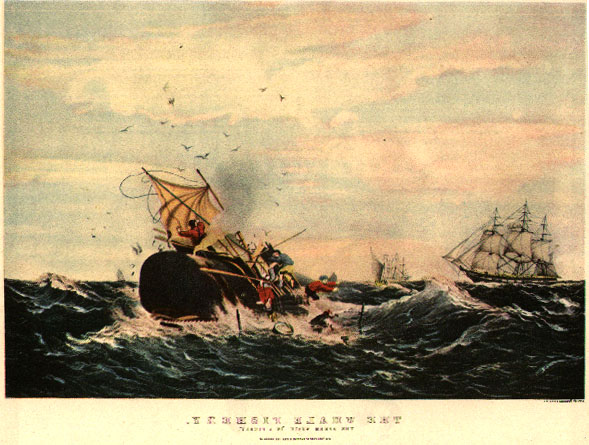
Lov vorvaňů v otevřených člunech patřil k nejrizikovějším akcím velrybářů 19. století

### Ztráty
Ačkoliv se údaje rozcházejí, předpokládá se, že Mocha Dick měl na svědomí 31 zabitých lidí, 14 potopených člunů, jednu nákladní a dvě obchodní lodě, tři velmi vážně poškozené velrybářské lodě a několik dalších lehce poškozených. Tyto údaje jsou velmi střízlivé, pokud se vezmou v potaz všechny dobové zprávy, počet obětí a množství potopených a poškozených lodí výrazně vzroste.

## Odkaz
J. N. Reynolds publikoval svou zprávu „Mocha Dick: Or The White Whale of the Pacific: A Leaf from a Manuscript Journal“ v newyorském Knickerbockeru  roku 1839. Je jisté, že o této velrybě četl nebo přinejmenším slyšel Herman Melville (vyloučit se nedá ani přímé setkání, ačkoli Melville sloužil na jako velrybář až začátkem 40. let 19. st.), jemuž se stala inspirací pro jeho Moby Dicka – Bílou velrybu. Z osudů této skutečné bílé velryby je zjevné, že Melville v zásadě nepřeháněl, když popisoval, jakých činů je velký vorvaní samec schopen. V 19. století je zaznamenáno mnoho případů útoků vorvaňů na lodě. Jedním z nejznámějších, jenž rovněž inspiroval Melvillovu knihu, je potopení velrybářské lodi Essex v roce 1820. V tomto případě však s největší pravděpodobností nešlo o Mocha Dicka. Ve 20. století s nástupem moderních technologií, harpunových děl a kovových velrybářských lodí skončilo toto legendární období střetů vorvaňů a odvážných velrybářů na člunech. Velcí kytovci byli vyloveni (průměrná délka vorvaňů klesla od roku 1937 do roku 1970 o 2,5 metru) a žádný, byť sebevětší vorvaň již nemohl soupeřit s moderními harpunovými děly parníků a motorových lodí.